# Eugene Nida
Eugene Albert Nida [najda] (11. listopadu 1914 Oklahoma City – 25. srpna 2011) byl americký lingvista, autor teorie dynamické ekvivalence (rovnocennosti) překládání Bible a jeden ze zakladatelů moderní translatologie.

## Život
Nida se narodil v Oklahoma City v Oklahomě 11. listopadu 1914 a v mládí se stal křesťanem.
V roce 1936 absolvoval Kalifornskou univerzitu. Poté chodil na Camp Wycliffe, kde se vyučovala teorie překladu Bible. Nějakou dobu také působil jako duchovní mezi Tarahumarijskými indiány v Mexiku, než musel kvůli problémům způsobeným špatnou stravou a vysokými teplotami odejít. Zhruba v této době se Nida stal zakládajícím členem Wycliffe Bible Translators, sesterské organizace Letního lingvistického institutu, která je pojmenovaná po Johnu Wycliffovi a překládá Bibli do různých jazyků.
V roce 1937 začal Nida studovat na Univerzitě Jižní Kalifornie, kde o dva roky později získal magisterský titul z novozákonní řečtiny. Ve stejném roce, 1939, se po rezignaci zakládajícího pastora stal v Calvary Church v kalifornském městě Santa Ana prozatímním pastorem.
V roce 1943 získal Nida titul Ph.D. v oboru lingvistika na Michiganské univerzitě. Oženil se s Altheou Lucille Sprague, která zemřela v roce 1993. V roce 1997 se oženil s Maríou Elenou Fernandez-Miranda, právničkou a diplomatickou atašé.
Nida odešel do penze na počátku 80. let, ačkoliv i nadále přednášel na univerzitách po celém světě. Žil v Madridu, Španělsku a Bruselu. Zemřel v Madridu 25. srpna 2011 ve věku 96 let.

## Kariéra
Nidova kariéra začala roku 1943, kdy pracoval jako lingvista v American Bible Society (ABS – společnost pro podporu překládání a dalšího šíření Bible) a rychle byl povýšen do vyšších funkcí.
Nida pomohl zorganizovat snahu Vatikánu a United Bible Societies (UBS – sdružení společností starajících se o šíření a překládání Bible) vydávat překlady Biblí (různých církví) po celém světě. Tento projekt začal v roce 1968 a pokračoval ve shodě s Nidovým principem funkční ekvivalence.

## Teorie
Nida byl průkopníkem v oblasti translatologie a lingvistiky.
Jeho učebnice Morfologie: Deskriptivní analýza slov je jedním z nejdůležitějších děl amerického strukturalismu. Dlouho byla jediným vhodným úvodem do studia morfologie a díky mnoha příkladům a cvičením je stále velmi ceněná.
Jeho nejvýznamnějším přispěním do teorie překladu je Dynamická ekvivalence, též známá pod názvem Funkční ekvivalence. Nida také vynalezl techniku „složkové analýzy“, kdy jsou slova rozdělena na jednotlivé komponenty, což napomáhá určit míru ekvivalence v překladu.
Nidova teorie dynamické ekvivalence je považována za protiklad k názoru filologů, kteří zdůrazňují, že porozumět zdrojovému textu lze pomocí zhodnocení vztahů slov na stránce a význam je obsažen v textu (jsou více zaměřeni na dosažení sémantické ekvivalence).
Tato teorie je spolu s ostatními teoriemi o shodě v překladu podrobně popsána v jeho eseji Principy shody, kde Nida tvrdí, že pokud “žádné dva jazyky nejsou identické, ať už ve významech přiřazených k odpovídajícím symbolům nebo ve způsobech, jakými jsou symboly uspořádány ve slovních spojeních a ve větách, je samozřejmé, že mezi jazyky neexistuje žádná absolutní shoda. Nemohou tedy existovat zcela přesné překlady.” Zatímco účinek překladu se může podobat účinku originálu, v detailech nemůže být žádná shoda.
Nida poté ukazuje rozdíly v překladu na základě tří faktorů:
1. Podstata sdělení: v některých textech je nejvýznamnější obsah a v jiných je zásadní forma.
2. Záměr autora a překladatele: informovat o formě i obsahu; snažit se o srozumitelnost tak, aby čtenář zcela porozuměl smyslu sdělení; záměry, které usilují nejen o porozumění překladu, ale také se snaží zabránit jeho neporozumění.
3. Druh publika: případné publikum se liší jak ve schopnostech porozumění, tak v potenciálním zájmu.
Nida upozorňuje na to, že jelikož v překladu “identické ekvivalenty” neexistují, měl by se překladatel snažit najít “nejbližší přirozený ekvivalent”. Nida rozpoznává dva základní druhy zaměření v překladu, jež se odvíjejí od dvou různých typů ekvivalence: Formální ekvivalence (F-E) a Dynamické ekvivalence (D-E).
F-E se zaměřuje na samotné sdělení, na jeho formu i obsah. Překlady zaměřené na formální ekvivalenci se týkají překladů básní, jednotlivých vět a konceptů. Takové formální zaměření, které je příkladem tohoto typu strukturální ekvivalence, se nazývá „gloss translation“ (vysvětlující překlad), kdy se překladatel snaží reprodukovat formu a obsah co nejvíc doslovně a smysluplně.
Pravidla F-E překladu jsou: reprodukce gramatických celků; konzistence ve volbě slov; a zachování významu zdrojového textu.
Naproti tomu D-E usiluje o „přirozenost“ výrazu. D-E překlad se primárně zaměřuje na ekvivalenci v odezvě publika, spíše než na ekvivalenci formy. Vztah mezi příjemcem a sdělením by měl být v podstatě stejný, jaký existoval mezi příjemci a sdělením v originálním (zdrojovém) jazyce.
Pravidla D-E překladu jsou: přizpůsobení překladu jazyku a kultuře příjemce; překlad musí být v souladu s kontextem sdělení, což zahrnuje výběr stylu a uspořádání jednotlivých součástí sdělení.
Nida a Lawrence Venuti dokázali, že translatologie je mnohem komplexnější vědní disciplína, než by se na první pohled zdálo. Překladatel se musí zamýšlet nad textem do hloubky tak, aby pochopil vztahy uvnitř textu a porozuměl mu i na referenční (odkazové) úrovni.
Překladatel musí posoudit prvky typické pro konkrétní kulturní prostředí, idiomy a figurativní jazyk tak, aby dosáhl porozumění zdrojovému textu a mohl vytvořit překlad, který nejen zachycuje, co slova v daném kontextu znamenají, ale také znovu vytváří dopad originálního textu na publikum v rámci možností překladatelova vlastního jazykového systému.

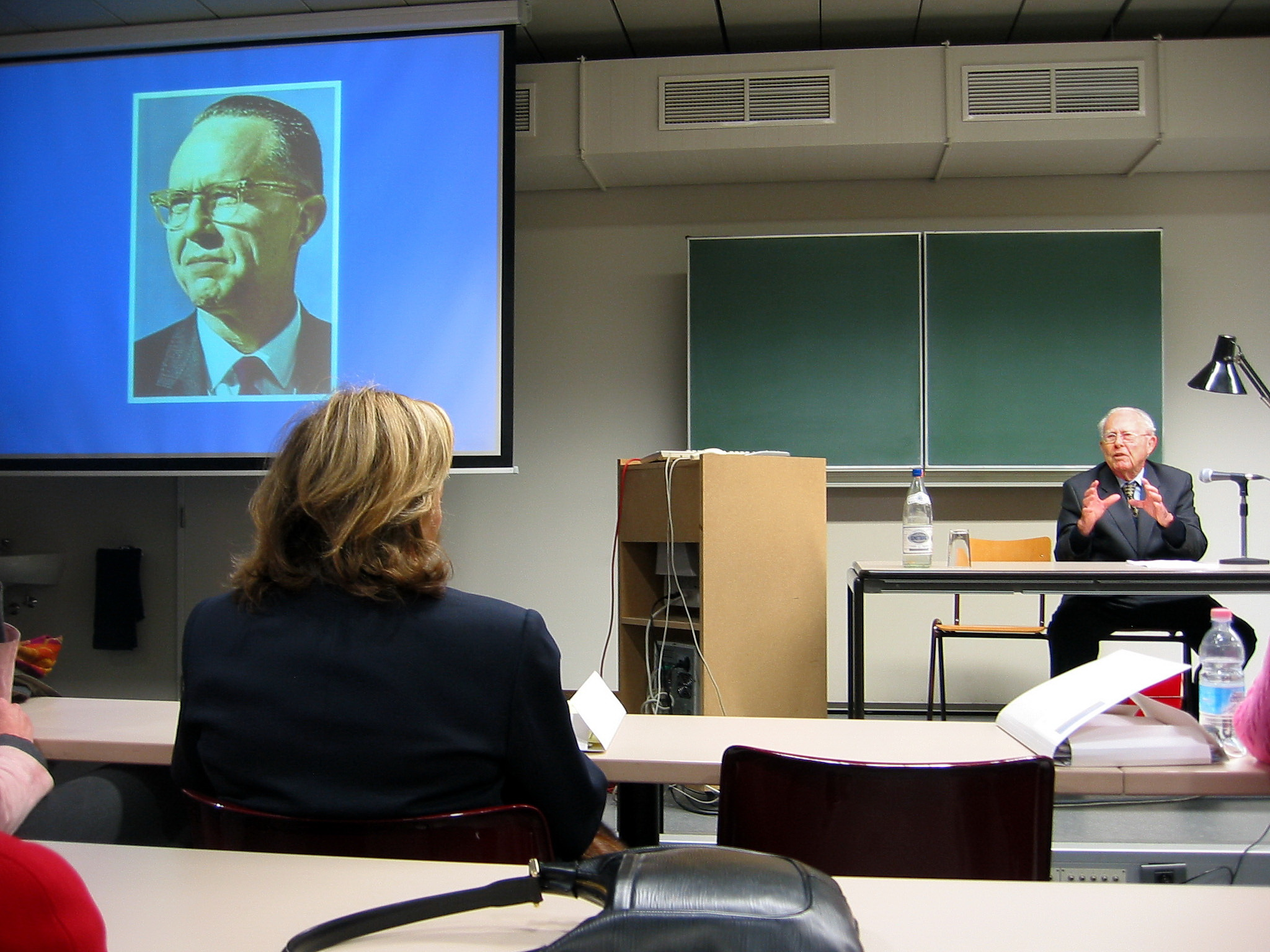
Eugene Nida na konferenci v Gentu (na plátně jeho portrét z mládí)